# Pierre Dandrieu
Pierre Dandrieu o D'Andrieu /pjɛʀ dɑ̃ˈdʀjø/ (Angers, 21 marzo 1661 – Parigi, 20 ottobre 1733) è stato un organista, compositore e prete francese.

## Biografia
Dopo essere stato allievo di Lebègue, diventa organista nella chiesa di Saint-Barthélemy, oggi distrutta, sull'Île de la Cité di Parigi, per più di 40 anni. Suo nipote Jean-François Dandrieu gli succedette in quell'incarico nel 1733.

## Opere
Pierre Dandrieu pubblicò verso il 1714 un libro di 42 noëls e pezzi vari per organo (soprattutto) o clavicembalo, raccolta pubblicata di nuovo fra il 1721 e il 1733 (verso il 1725 secondo la Biblioteca nazionale di Francia) :
NOELS. /O Filii, Chansons de Saint Jacques, /Stabat Mater, et Carillons. /Le Tout Revû augmenté /et Extrêmement Varié, et mis pour L’Orgue /Et pour le Claveçin. /par Mr. Dandrieu /Prêtre et Organiste de St. Barthelemy /À Paris. (senza data)
1. À la Venue de Noel.
2. Une Jeune Pucelle.
3. Chantons je vous prie Noel hautement.
4. Or nous dites Marie.
5. Joseph est bien Marié.
6. Voici le jour Selemnel.
7. Je me suis Levé.
8. Marchons, Marchons Gaïement.
9. Adam ou est tu.
10. Chretien qui Suivez l’Eglise.
11. Nous Sommes en voïe.
12. Puer nobis Nascitur.
13. Grace soit rendüe a Dieu de la Sus.
14. Savez-vous mon cher Voisin.
15. Mais ou san est allé Nau.
16. Quand je M’Eveillai et eus assez dormi.
17. Chantons je vous prie.
18. Vous qui desirez Sans fin.
19. Noel cette Journée.
20. Quand le Sauveur Jesus-Christ fut né de Marie.
21. Sortons de nos Chaumines.
22. Joseph tu fus bien Joyeux.
23. Chantons de voix Hautaine.
24. Noel pour l’Amour de Marie.
25. Laissez paitre vos bestes.
26. Tous les Bourgeois de Châtres.
27. Chantons je vous prie Noel hautement.
28. Quoi ma voisine es tu fâchée.
29. Allons voir ce divin gage.
30. Michau qui causoit ce grand Bruit.
31. Une Bergere Jolie.
32. Le Roy des Cieux vient de Naître.
33. Ou s’en vont ces gais Bergers.
34. A minuit fut fait un Reveil.
35. A minuit fut fait un Reveil.
36. Jacob que tu es habile.
37. Si c’est pour ôter la Vie.
38. Stabat mater
39. O Filii et Filiæ.
40. Chanson de Saint Jacques.
41. 2e Chanson.
42. Carillon ou Cloches.
Molti di questi pezzi sono stati ripresi e rielaborati ulteriormente (dal nipote Jean-François?) e pubblicati nel 1759, più di 20 dopo la morte del nipote.
Pubblicò anche tre arie in Recueils d'airs sérieux et à boire pubblicato da Ballard a Parigi: Mes yeux par leur langueur extrême (agosto 1697), L'amour s'est fait pour la jeunesse e Petits oyseaux sous ces feuillages (aprile 1699).